# Ptilopsis
Ptilopsis is een geslacht van vogels uit de familie uilen (Strigidae). Het geslacht telt twee soorten.

## Soorten
- Ptilopsis granti – Zuidelijke witwangdwergooruil
- Ptilopsis leucotis – Noordelijke witwangdwergooruil